# Chiesa del Sacro Cuore (Grottaferrata)
La chiesa Parrocchiale del Sacro Cuore di Gesù è un luogo di culto cattolico di Grottaferrata, in città metropolitana di Roma e sede suburbicaria di Frascati.
La chiesa venne progettata nel 1918 e nello stesso anno fu posta la prima pietra, alla presenza del cardinal Giovanni Cagliero. Il 31 ottobre 1928 la chiesa fu consacrata al culto ed affidata ai padri Salesiani, che l'hanno retta fino al 1963, anno in cui la parrocchia passò al clero secolare.